# Pierre Benoît (architecte)
Pour les articles homonymes, voir Pierre Benoît (homonymie) et Benoît.
Succession
Roi des Français
21 janvier 1793 – 8 juin 1795
(2 ans, 4 mois et 18 jours)
Pierre Benoît est un homme de science, architecte et naturaliste français de la première moitié du  XIXe siècle expatrié en Argentine. Des origines mystérieuses et de nombreux indices troublants le désignent comme un potentiel Louis XVII survivant, bien qu’il n’ait lui-même jamais fait état de telles prétentions.

## Biographie

### Origines
Il prétendait être le fils d’un pauvre pêcheur et d’une lavandière.
Officiellement, il serait né à Calais le 15 thermidor an II (2 août 1794), fils de Pierre-François Benoit et de Marie-Jeanne Daulo. Cependant, on ne retrouve nulle part la trace de ces personnes dans les registres.

### Le marin
On trouve sa trace en 1808 comme servant dans la marine impériale.
Le 14 avril 1814, l'aspirant Benoit reçoit l'ordre de prendre le commandement du bateau de seconde espèce (no 274), en opération dans la Manche.
Il débarque à Buenos Aires le 1er juillet 1818 en provenance de Saint-Domingue.
Il est cependant obligé de renoncer à la marine, car il souffre d'une ancienne blessure à la jambe (qu'il aurait peut-être eu quand il était en prison à la Tour du Temple car il vivait dans de mauvaises conditions, il ne tenait plus debout et vivait accroupi. 

### Le botaniste
En 1820, il est chargé d'accompagner le naturaliste Aimé Bonpland, lequel herborisera dans le centre de l'Amérique du Sud.

### L’architecte
Il travaille ensuite de nombreuses années en tant qu’architecte pour la conception de résidences privées et de bâtiments du gouvernement argentin, y compris le cimetière de la Recoleta et la façade de la cathédrale de Buenos Aires.

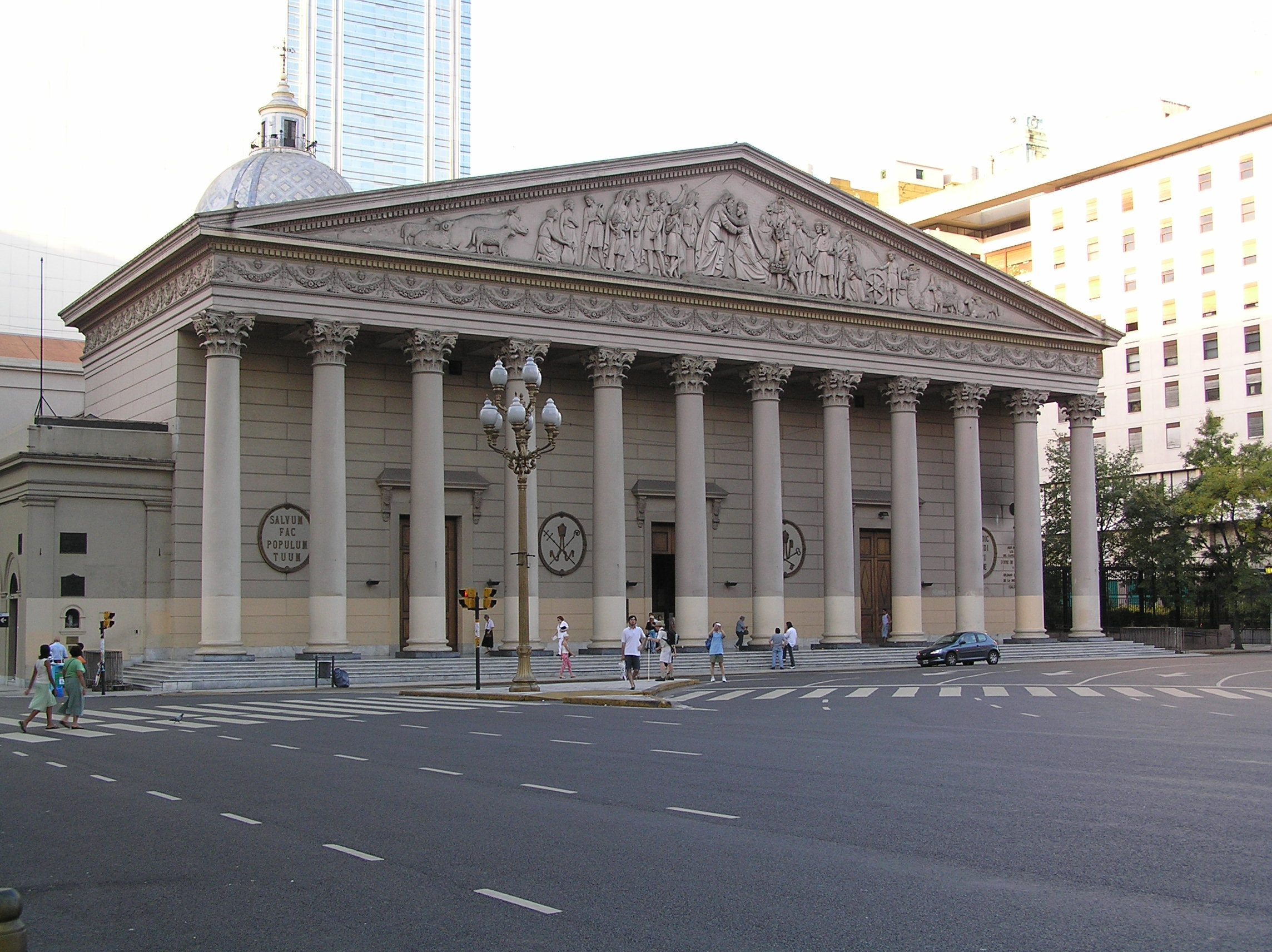
Façade de la cathédrale de Buenos Aires
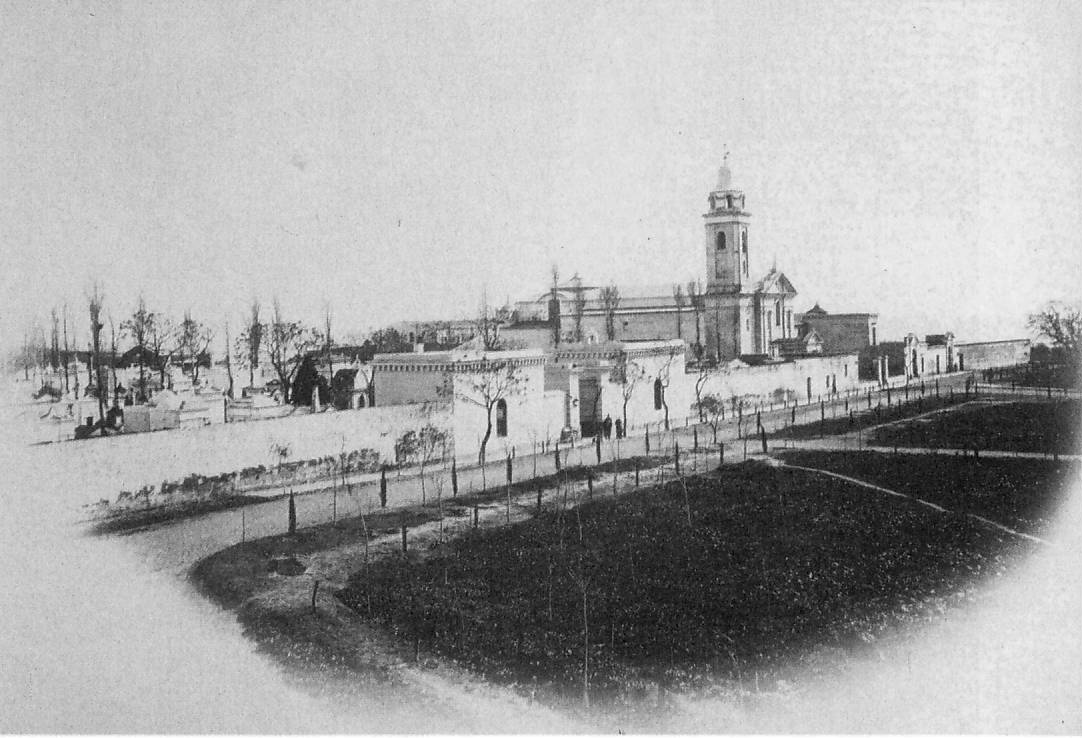
Place de la Recoleta avec une vue du cimetière et de l'église Notre-Dame del Pilar, photographie de Benito Panunzi en 1867.

Il devient en 1825, chef du Département des Dessins et de la Topographie auprès de la Casa Rosada.

### Le Franc-maçon
En 1825 il reçoit un diplôme maçonnique de la ville de Philadelphie le faisant « Apôtre et Grand Maître Charbonnier ».
Il bénéficie de protections, notamment celles du général Belgrano ainsi que de Bernardino Rivadavia.
Il aurait eu un haut grade dans la société secrète, portant le nom symbolique "Bolivar II» et serait arrivé en Amérique avec une lettre de recommandation adressée à Simón Bolívar (jamais utilisée).

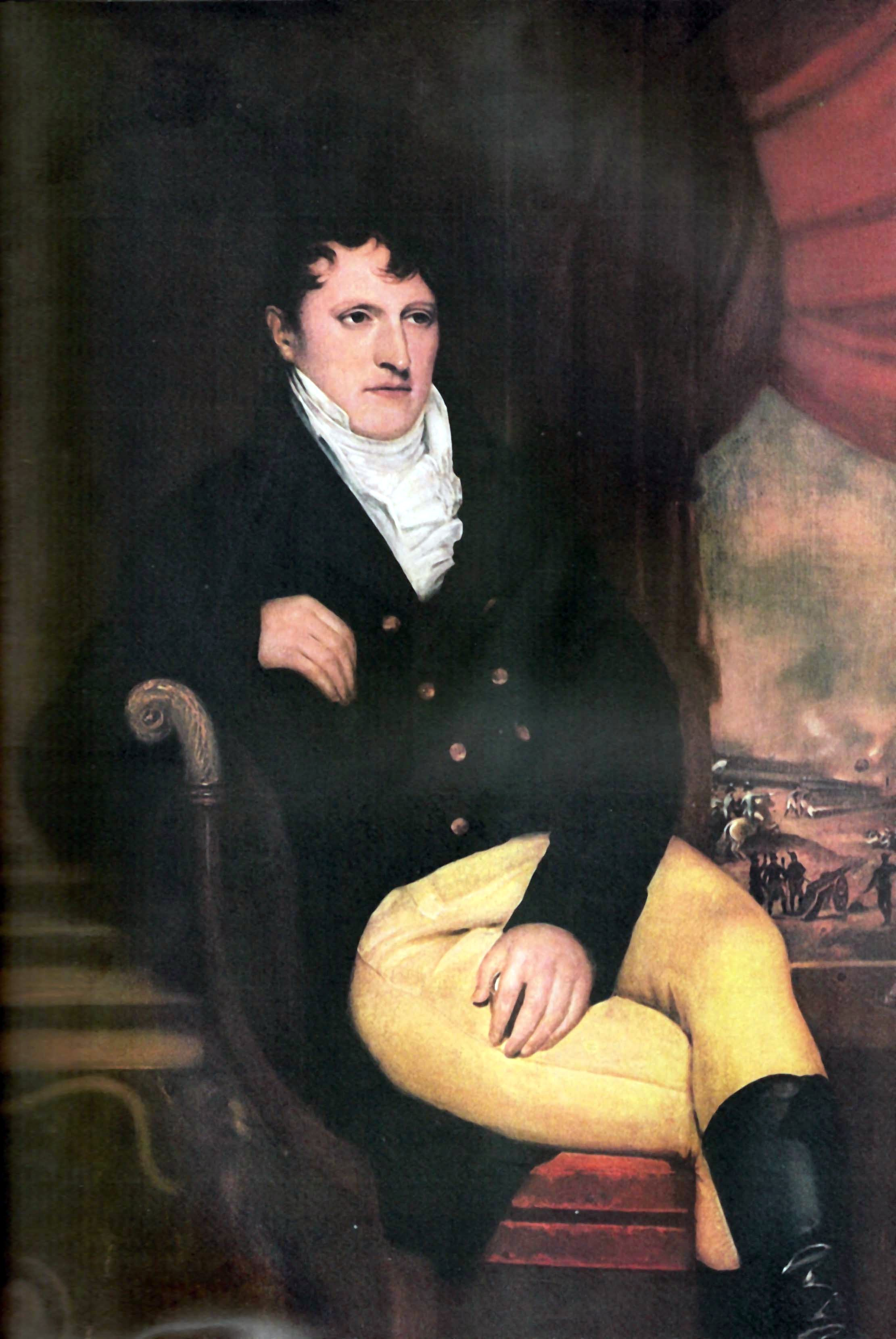
Manuel Belgrano
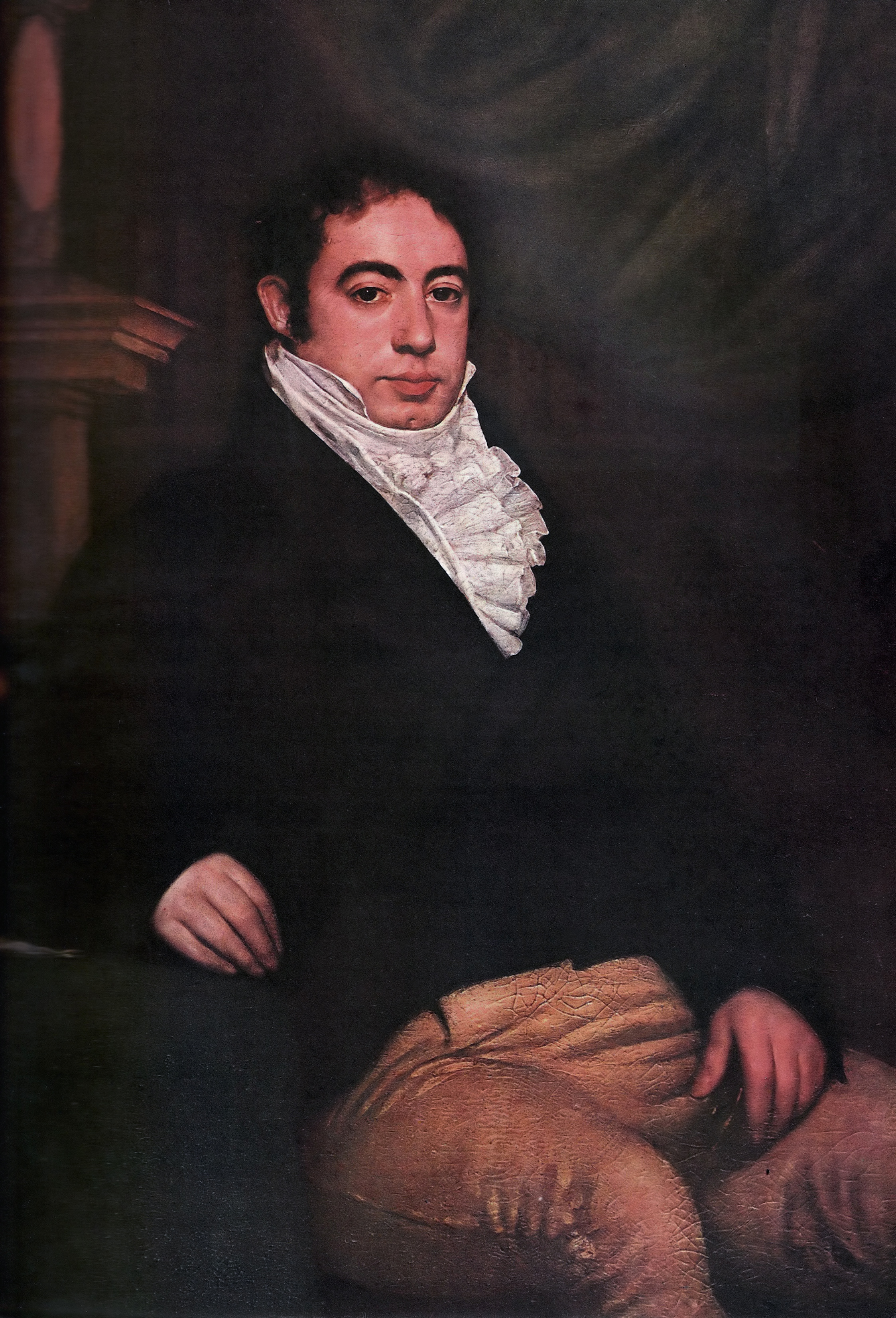
Bernardino Rivadavia
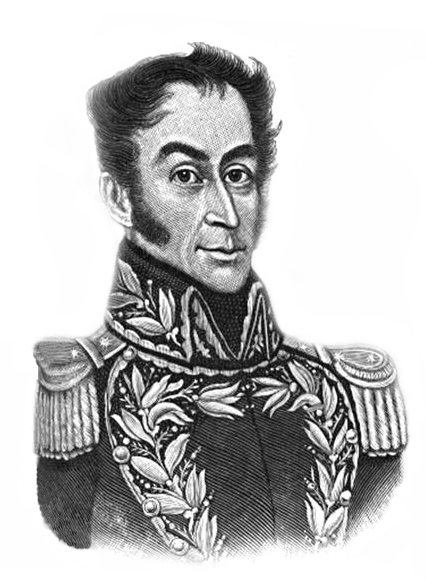
Simón Bolívar
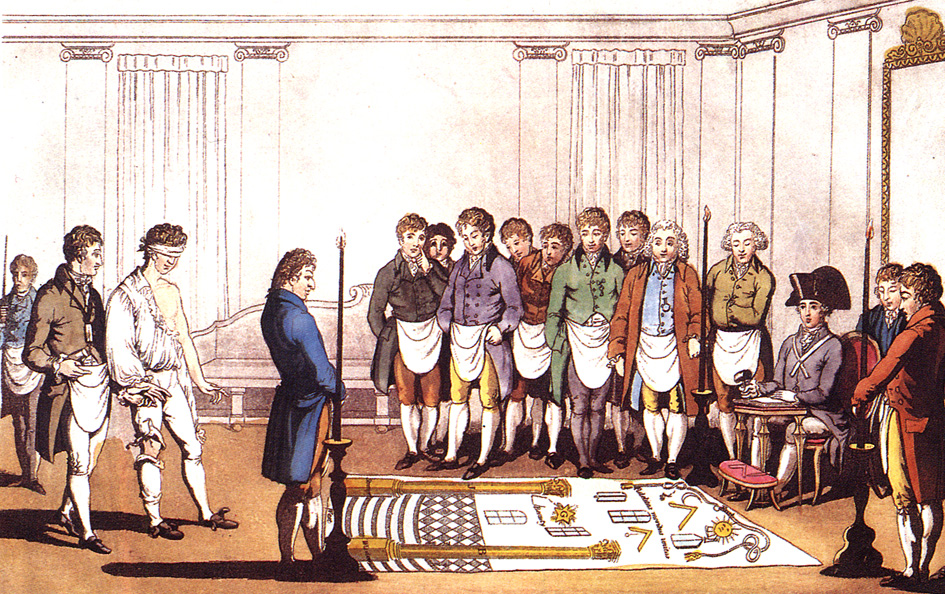
Initiation d'un apprenti franc-maçon au début du XIXe.

### Fin de vie et disparition mystérieuse
Une attaque le laisse à demi paralysé en 1834. Pendant dix-huit années, il vit diminué semi-reclus en poursuivant ses activités intellectuelles et artistiques.
Il décède le 22 août 1852 à Buenos Aires de façon mystérieuse après avoir pris des cachets ordonnés par un médecin français, le docteur Lavergne, reconnu par Pierre Benoît mais inconnu de tous, débarqué la veille de France et qui rembarquera pour la France aussitôt son entrevue effectuée.

### Famille et postérité

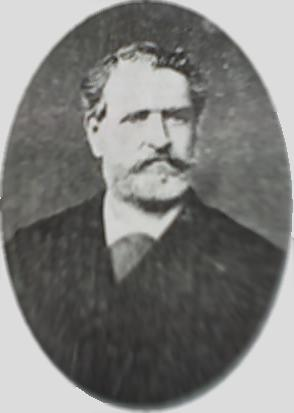
Pedro Benoit

Il épouse à Buenos Aires le 22 juillet 1828 María Josefa de las Mercedes Leyes, après avoir surmonté une forte résistance de ses beaux-parents, ceux-ci n’acceptant pas de prime abord l'union de leur fille avec un Français à l’origine inconnue.
Avec celle-ci il a deux enfants :
- Petrona-Mercedes, née le 17 mai 1829, sans postérité.
- Pedro Benoit, né le 18 novembre 1836, architecte auquel on doit le plan d’urbanisme de la ville argentine de La Plata et la cathédrale Saints Pierre et Cécile, marié en 1862 avec Dolores Vasquez; de leur union naitra une fille, Benedetta-Dolores, qui épouse en 1882 José Martin Zapiola ; leur fils Frederico sera l'auteur d'une biographie révélant les éléments troublants des origines de son aïeul.

## Louis XVII?
Son arrière petit-fils, Frederico Zapiola, prétend pour la première fois qu’il s’agissait de Louis XVII en révélant des indices troublants. Selon lui, il aurait été sauvé de la prison du Temple et confié à Monsieur de Petitval au château de Vitry, puis aurait servi par la suite dans la marine impériale sous le nom de Pierre Benoît entre 1808 et 1814.
- Né dans une famille de pauvres pêcheurs, il n'a jamais fréquenté l'école. Il avait pourtant une éducation raffinée, des vastes connaissances et outre le français, il parlait couramment allemand, anglais, castillan et maîtrisait le latin. Il avait appris les mathématiques, le dessin tant technique qu’artistique en étant aussi bien architecte naval que peintre. Il avait également des connaissances approfondies en astronomie, botanique et géodésie. Autant de capacités étonnantes plus vraisemblablement issues d’une haute-éducation par des précepteurs qu’une situation d’autodidacte fils de pêcheur et de lavandière illettrés.
- Selon les sources, il prétendait que sa mère était née Marie-Jeanne Daulo, Daul ou Daut, patronyme nulle-part existant, mais qui serait la contraction d’Autriche-Lorraine ou d’Autriche pour Marie Antoinette Josèphe Jeanne , archiduchesse D ' Au Triche et de L orraine.
- Il peint de nombreux tableaux, notamment des marines, et, fait troublant, des portraits de Marie-Antoinette, de Madame Elisabeth et de "Madame Royale", la Duchesse d'Angoulême, respectivement mère, tante et sœur de Louis XVII. Il peint un autoportrait sur lequel il fait figurer des fleurs de lys et les armes des Bourbon. Sur l’un des autoportraits, il signe L.C.R.F. – P.B. que son descendant Federico Zapiola traduira par « Louis Charles Roi de France – Pierre Benoît ».

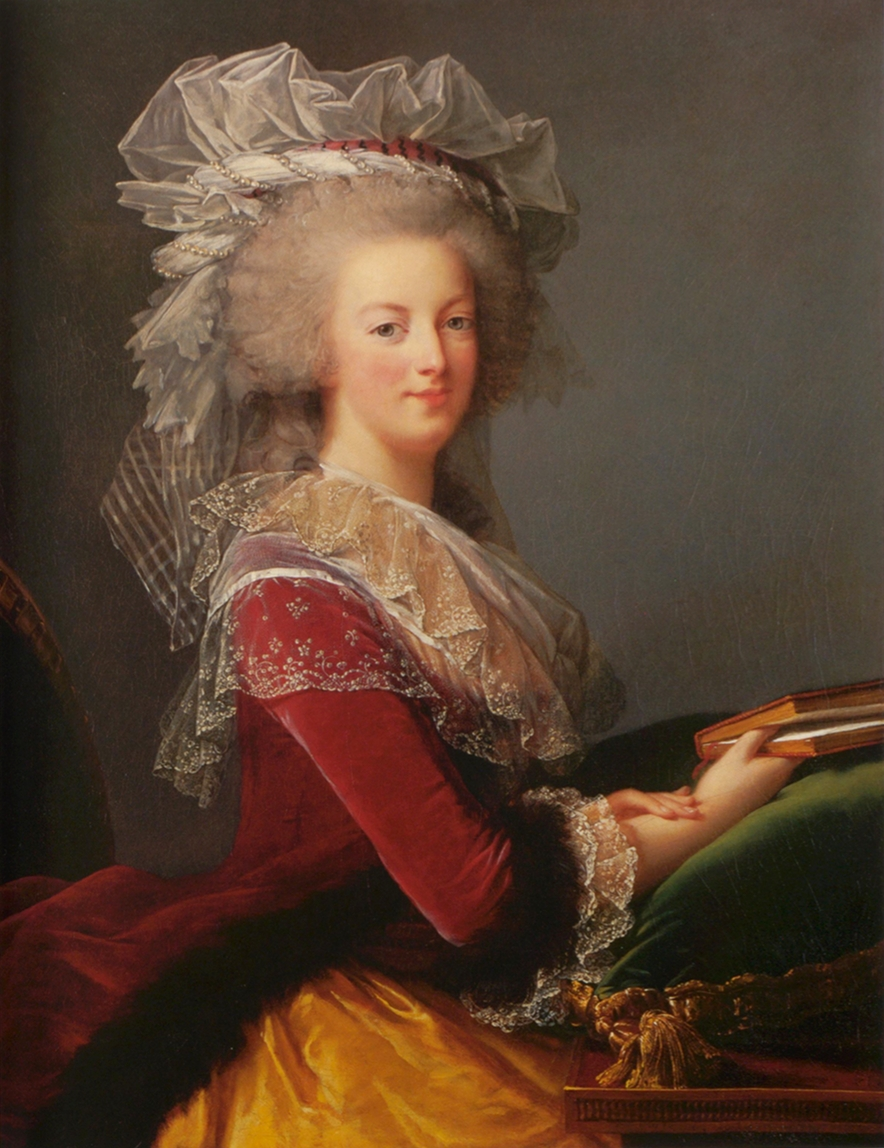
Marie-Antoinette en 1785 par Élisabeth Vigée Le Brun
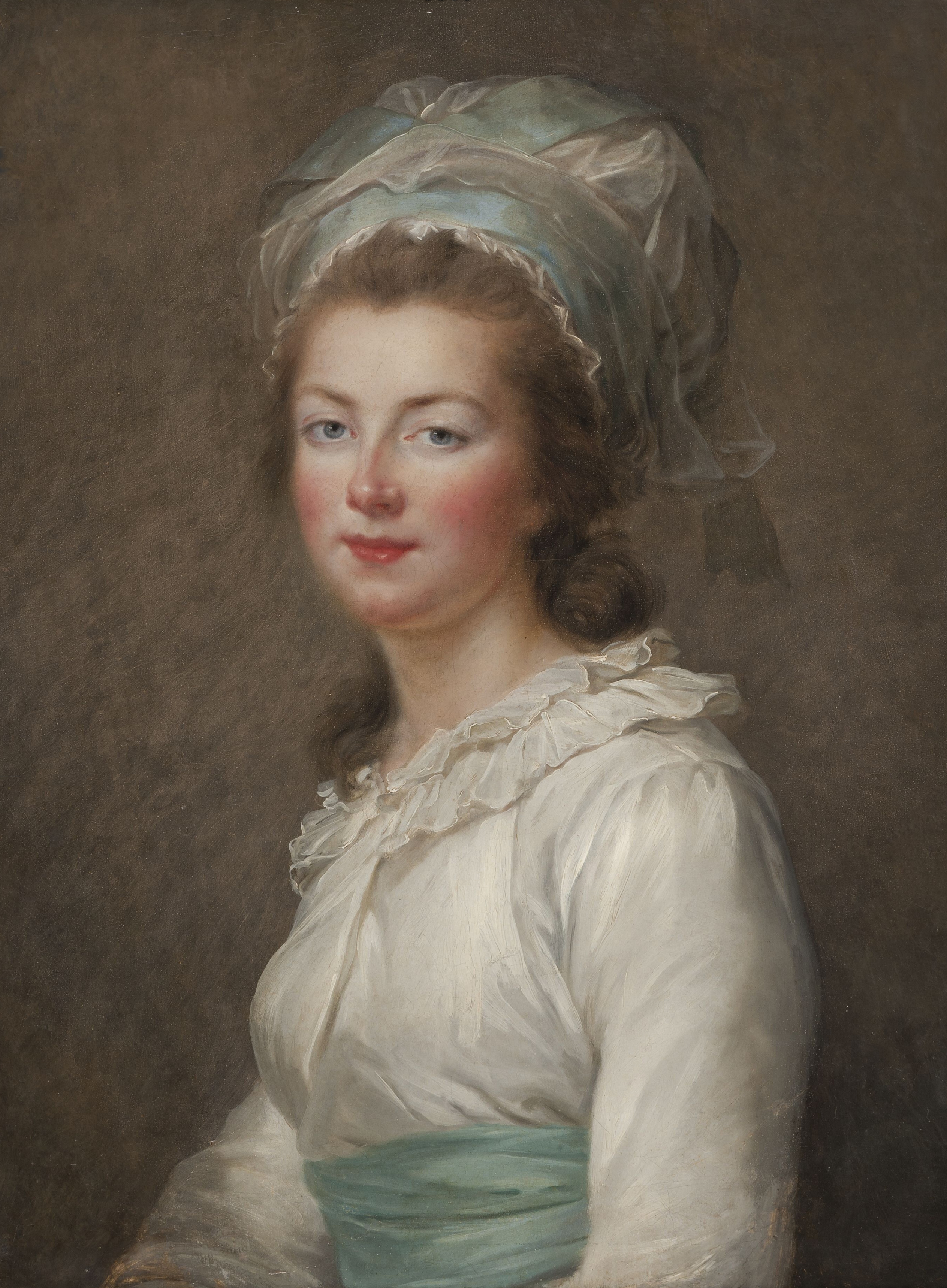
Madame Elisabeth
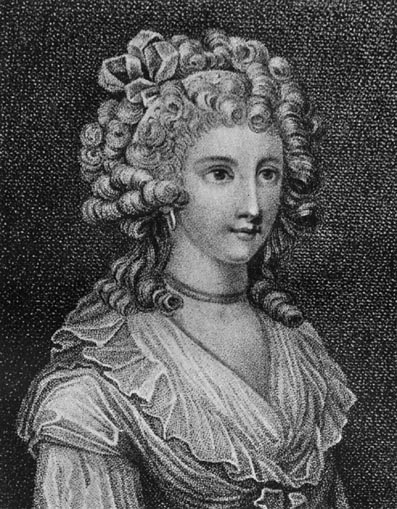
Duchesse d’Angoulême

- Physiquement, il est décrit comme ayant les yeux bleus, les cheveux blonds bouclés, les sourcils arqués et une fossette au menton, correspondant aux caractéristiques physiques du fils de Louis XVI et Marie-Antoinette.

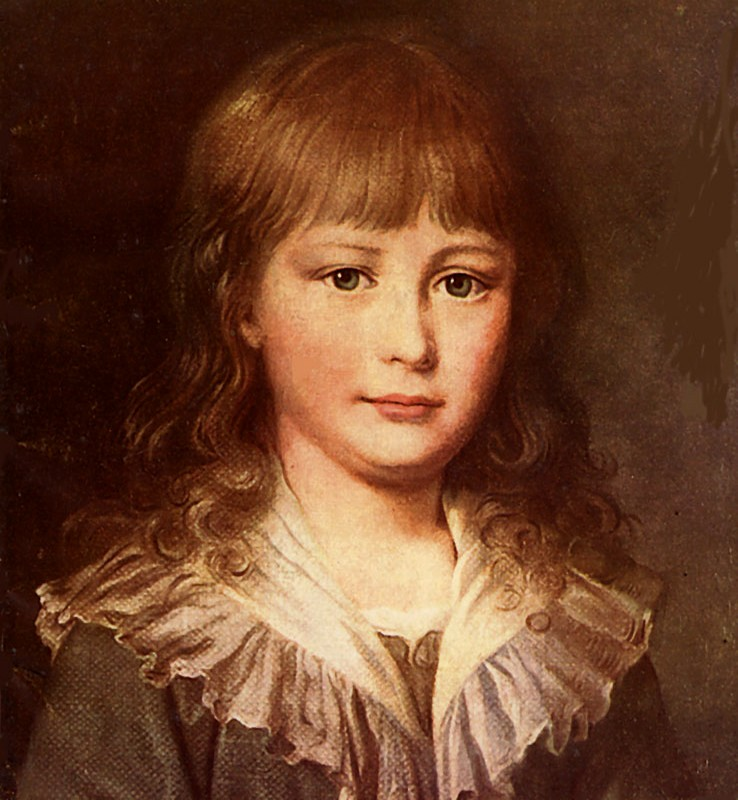
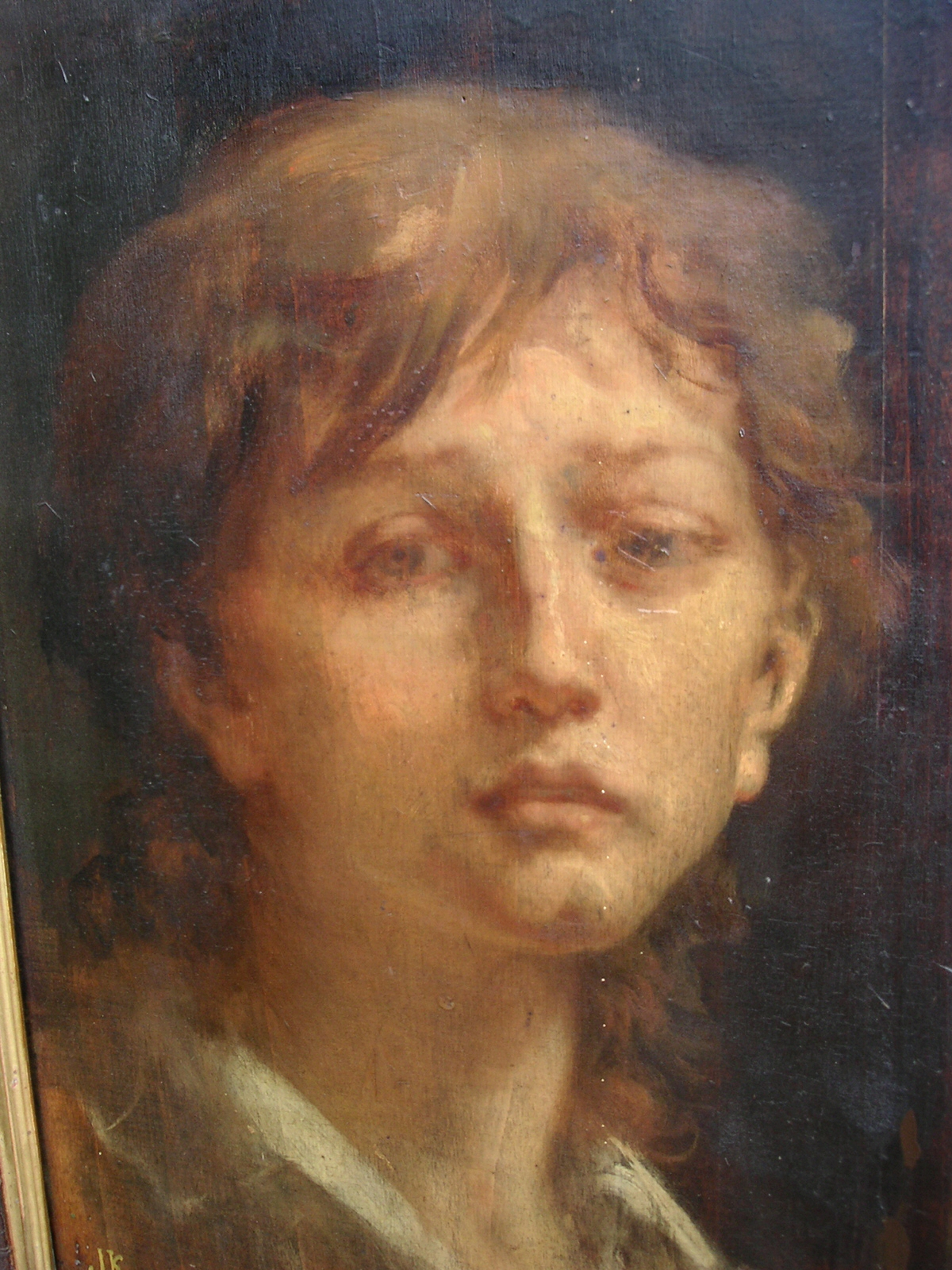
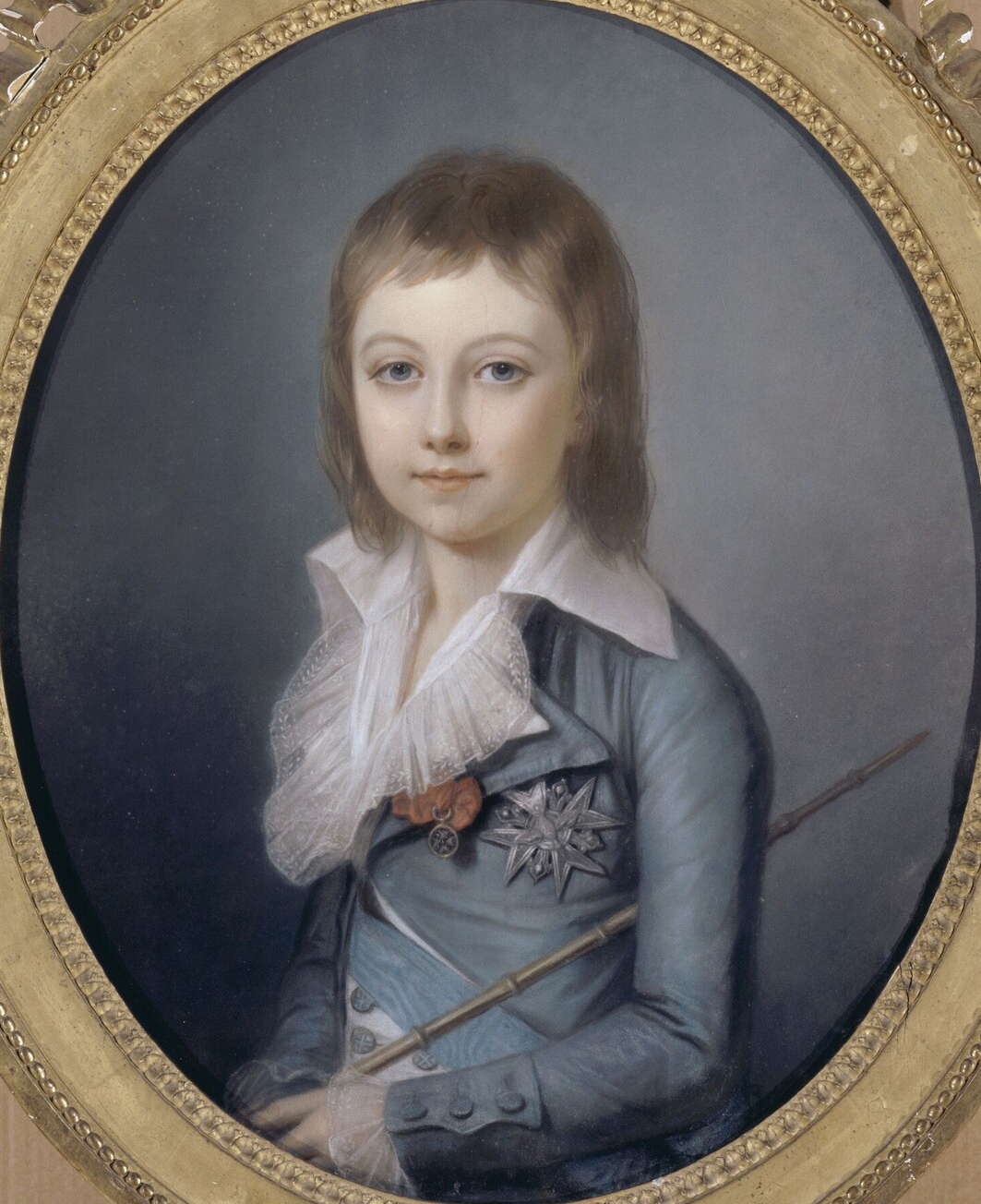

- La signature de son testament comporte un idéogramme complexe qui reprend exactement un idéogramme figurant sur le testament de Louis XVI.
- Il dessine la façade de la cathédrale de Buenos Aires qui comprend outre des évocations franc-maçonnes des détails troublants. Celle-ci est d'abord inspirée de la façade du palais Bourbon de Paris. Ensuite, la scène représente la scène biblique de réconciliation entre Jacob et son fils Joseph exilé en Égypte.

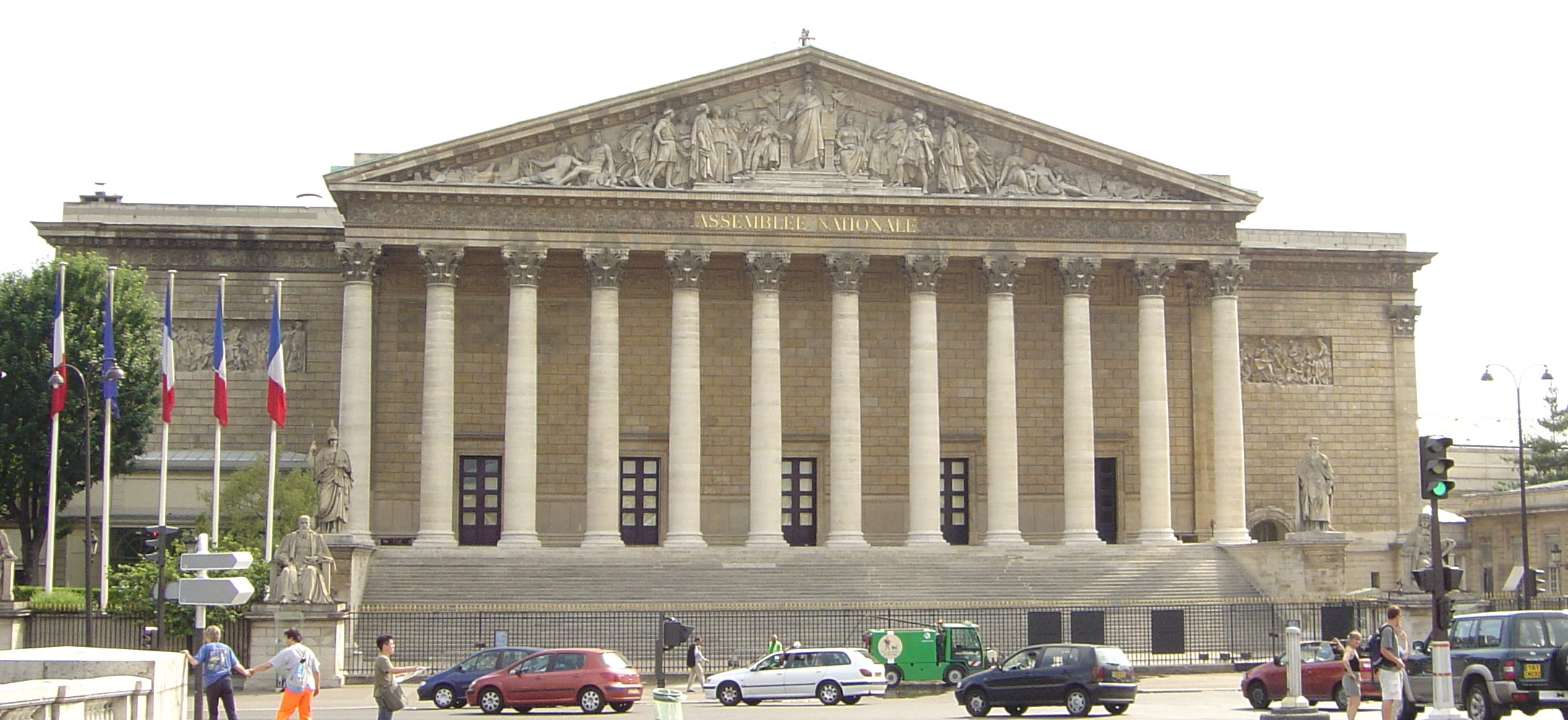
Façade du Palais Bourbon

- Selon sa biographie officielle, il serait né en 1794[1], et officier de marine en 1808, donc à 14 ans. Il sert sans interruption jusqu'à la chute de l'Empire où il est radié, réintégré durant les Cent-Jours, il est à nouveau radié définitivement lors de la seconde restauration. Son dossier d'officier a curieusement disparu des archives de la Marine.
- En 1818, il est conduit au Havre pour un embarquement pour l'Argentine par le Duc Decazes en personne, ministre de l'Intérieur de Louis XVIII.
- D'un caractère paisible, il ne laisse le souvenir à sa famille de rares colères qu'à l'évocation de Louis XVIII.
- Les circonstances énigmatiques de sa mort font soupçonner un assassinat ordonné depuis la France. Il reçoit seul un certain Docteur Lavergne, qu'il reconnaît, arrivé la veille de France et qui rembarque immédiatement pour la France après son entrevue et son décès. Appréhendé dès son arrivée au Havre, ce dernier sera guillotiné.